# Arcata (California)
Arcata es una ciudad adyacente a la Bahía de Arcata (norte) de la Bahía de Humboldt en el condado de Humboldt, California, Estados Unidos. En 2006 la población de Arcata era de 17,294.

## Geografía
Según la Oficina del Censo de los Estados Unidos, Ventura tiene un área total de 28.6 km² (11 mi²), de la cual 23.8 km² (9.2 mi²) es tierra y 4.8 km² (1.9 mi²) (16.76%) es agua.

## Demografía
Según la Oficina del Censo en 2000 los ingresos medios por hogar en la localidad eran de $22.315, y los ingresos medios por familia eran $36.716. Los hombres tenían unos ingresos medios de $26.577 frente a los $24.358 para las mujeres. La renta per cápita para la localidad era de $15.531. Alrededor del 32.2% de la población y del 14.3% de las familias estaban por debajo del umbral de pobreza.

## Deporte
Arcata tiene el equipo semi-pro de béisbol continuo más antiguo de los EE. UU., los Humboldt Crabs, que han jugado cada temporada desde 1945.

## Personas notables
- Wesley Chesbro
- Robert A. Gearheart
- Steven Hackett
- Bret Harte
- Dan Hauser
- Tim McKay
- Roscoe E. Peithman
- Eric Rofes
- Steve Sillett
- Greg Stafford
- Connie Stewart
- Alexandra Stillman

## Ciudades hermanadas
- Camoapa, Nicaragua

## Eventos
- Kinetic Sculpture Race
- North Country Fair
- Godwit Days
- Arcata Bay Oyster Festival
- Saturday's Farmer's Market
- "I" Street Block Party, in the summer to benefit Arcata's sister city

### Enlaces relacionados
- Humboldt Crabs Baseball
- Sitio web de la ciudad de Arcata
- Interactive detail map from Appropedia, the Appropriate Technology wiki.

### Otros
- Arcata Field Office of the Bureau of Land Management
- Humboldt Economic Index
- Arcata Marsh and Wildlife Sanctuary

- Datos: Q631752
- Multimedia: Arcata, California / Q631752